# SOOHYUN
SOOHYUN（スヒョン、수현、1989年3月11日（36歳） - ）は、韓国の歌手。現在のダンスポップ ミュージックグループ・U-KISSのメンバー。本名はシン・スヒョン (신수현)、身長 181cm、体重 68kg、血液型A型。グループではリーダー、メイン・ボーカル担当。

## 学歴
- デジタルソウル文化芸術大学公演芸術と中退
- 培材大学校文化芸術コンテンツ学科卒業

## 来歴
京畿道抱川郡内村面で誕生。中学校以降は南楊州市トゥェギェウォンで育った。JYPエンターテインメント、Goodエンターテインメントの元練習生である。
2008年9月13日、NHメディアからU-KISSのメンバーとしてデビュー。
2015年8月19日、日本1stシングル「君だけを」を発売し、ソロデビュー。
2017年12月28日に兵役として入隊し、2019年9月1日に除隊。
2021年4月にNHメディアとの契約満了を発表。
2022年1月28日、キソプ、フンと共にtango musicとの専属契約締結し、U-KISSとして再始動することを発表。

## ディスコグラフィー

### シングル
- 君だけを (2015年)
- I'll be there (2017年)
- Start Again 2020年3月11日 カップリング曲: I Cannot Let You Go (レーベル: avex trax)

### 配信限定
- YOURS (2017年)

### 映像作品
- SOOHYUN&HOON(from U-KISS) SOOHYUN(from U-KISS) X'mas DINNER SHOW 2017＆HOON(from U-KISS) PREMIUM SOLO LIVE ～1st Anniversary～ (2018年)

## 公演

### SOOHYUN(from U-KISS) FIRST SOLO LIVE 2017 with JUN
- 2017年7月23日:堂島リバーフォーラム
- 2017年7月25日:豊洲PIT
- 2017年9月9日:豊洲PIT

### SOOHYUN(from U-KISS) X'mas DINNER SHOW 2017
- 2017年12月24日:東京マリオットホテル ザ・ゴテンヤマボールルーム
- 2017年12月26日:ウエスティンホテル大阪 ローズルーム

## 出演

### テレビ番組
- アイドル・ユナイテッド（2010年）- レギュラー出演
- 私に従いなさい（2014年）- レギュラー出演
- ミステリー音楽番組ボクミョンガ王（2017年）- 参加者

### 映画
- ミスターアイドル（2011年）- カメオ

### ミュージカル
- コーラスライン（2010年）